# Curcuy Alto
Curcuy Alto es una localidad peruana ubicada en el distrito de Canta, perteneciente a la provincia homónima del departamento de Lima, al centro oeste del Perú. 

## Ubicación
Curcuy Alto se ubica al noreste de la provincia de Canta, en el distrito de Canta, en el departamento de Lima.

## Demografía
En 2017 Curcuy Alto tenía una población de 1 habitante y 1 vivienda.
| Gráfica de evolución demográfica de Curcuy Alto entre 1993 y 2017 |
|                                                                   |
| Fuentes: Población 1993 (junto con Curcuy Bajo) y 2017            |